# Challenger de Saint-Rémy-de-Provence 2013
El Trophée des Alpilles 2013 fue un torneo de tenis profesional que se jugó en pistas dura. Se trató de la 5.ª edición del torneo que forma parte del ATP Challenger Tour 2013 . Tuvo lugar en Saint-Rémy-de-Provence, Francia entre el 2 de septiembre y el 8 de septiembre de 2013.

## Jugadores participantes del cuadro de individuales

### Cabezas de serie
| País                  | Jugador            | Rank1 | Favorito |
| Bandera de Francia    | Kenny de Schepper  | 69    | 1        |
| Bandera de Eslovaquia | Lukáš Lacko        | 84    | 2        |
| Bandera de Francia    | Paul-Henri Mathieu | 107   | 3        |
| Bandera de Polonia    | Michal Przysiezny  | 108   | 4        |
| Bandera de Francia    | Marc Gicquel       | 119   | 5        |
| Bandera de Italia     | Matteo Viola       | 138   | 6        |
| Bandera de Kazajistán | Andrey Golubev     | 141   | 7        |
| Bandera de Italia     | Flavio Cipolla     | 158   | 8        |
| --------------------- | ------------------ | ----- | -------- |

- 1 Se ha tomado en cuenta el ranking del 26 de agosto de 2013.

### Otros participantes
Los siguientes jugadores recibieron una invitación (wild card), por lo tanto ingresan directamente al cuadro principal (WC):
- Martin Vaisse
- Enzo Couacaud
- Maxime Chazal
- Konstantin Kravchuk

Los siguientes jugadores ingresan al cuadro principal tras disputar el cuadro clasificatorio (Q):
- Denis Matsukevich
- David Rice
- Purav Raja
- Yannick Jankovits

Los siguientes jugadores ingresan al cuadro principal como perdedor afortunado (LL):
- Marcelo Demoliner

## Jugadores participantes en el cuadro de dobles

### Cabezas de serie
| País                    | Jugador           | País                    | Jugador       | Rank1 | Favorito |
| Bandera de Brasil       | Marcelo Demoliner | Bandera de Alemania     | Frank Moser   | 155   | 1        |
| Bandera del Reino Unido | Ken Skupski       | Bandera del Reino Unido | Neal Skupski  | 248   | 2        |
| Bandera de Brasil       | Guilherme Clezar  | Bandera de la India     | Purav Raja    | 273   | 3        |
| Bandera del Reino Unido | David Rice        | Bandera del Reino Unido | Sean Thornley | 366   | 4        |
| ----------------------- | ----------------- | ----------------------- | ------------- | ----- | -------- |

- 1 Se ha tomado en cuenta el ranking del 26 de agosto de 2013.

## Campeones

### Individual Masculino
- Marc Gicquel  derrotó en la final a  Matteo Viola por 6-4, 6-3.

### Dobles Masculino
- Pierre-Hugues Herbert /  Albano Olivetti  derrotaron en la final a  Josselin Ouanna /  Marc Gicquel por 6-3, 65-7, [15-13].

- Datos: Q14774559